# Lupin (série télévisée, 2007)
Pour les articles homonymes, voir Lupin (homonymie).
Ne doit pas être confondu avec Lupin (série télévisée, 2021).
Lupin est une série télévisée philippine de type telenovela en 95 épisodes de 30 à 45 minutes, réalisée par Michael Tuviera et diffusée entre le 9 avril 2007 et le 17 août 2007 sur le réseau GMA Network.
La série est une adaptation libre de l’œuvre de Maurice Leblanc, Arsène Lupin.
Elle est inédite dans les pays francophones.

## Synopsis
Un riche homme d'affaires est assassiné. Alors que sa femme disparaît, son jeune fils est recueilli par un homme, Duroy qui l'élève et lui apprend à voler. L'enfant deviendra le meilleur voleur de la ville, connu sous le nom de Lupin de Dios...

## Distribution

### Acteurs principaux
- Richard Gutierrez : André Lupin / Lupin De Dios / Xedric Apacer
- Janno Gibbs (en) : Inspecteur Clavio Angeles
- Katrina Halili (en) : Veronica Arkanghel / Ashley Calibr
- Rhian Ramos : Avril Legarda
- Ehra Madrigal (tl) : Brigitte Maisog[2]
- Boy2 Quizon : Castor
- Tirso Cruz III (en) : Fundador "Duroy" De Dios
- Ricky Davao (en) : Moon Raven
- Lani Mercado (en) : Cecilia Lupin
- Ara Mina (en) : Anna Nicole
- Polo Ravales (en) : Josh Apacer
- Bearwin Meily (en) : Danggoy
- Alicia Alonzo (en) : Nelia
- Ramon Christopher Gutierrez : Perez
- Almira Muhlach : Victoria Apacer
- LJ Reyes (en) : Elaine
- Sandy Talag (en) : Angela

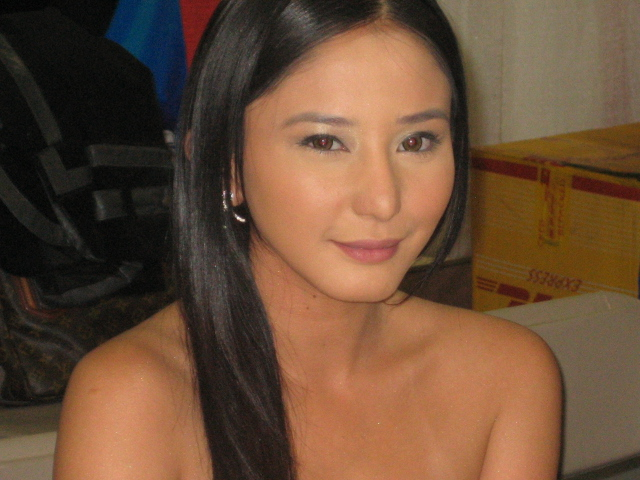
Katrina Halili

### Invités
- Michael de Mesa : Minggoy Buang / Miguel Apacer
- Elvis Gutierrez : Sundance Raven
- Melissa Mendez : Edith Legarda
- Alyssa Alano : Marry
- Dick Israel : Jouquin Bagbag
- Benjie Paras : Generoso / Jenny
- Debraliz : Guring
- Andrew Wolfe : Adonis Angeles
- Dante Rivero
- Patricia Ysmael : Christa
- Rea Nakpil : Trixie
- Gerard Pizzaras : Ernie
- Neil Ryan Sese : Lopez
- Sheree : Virgin
- Abby Cruz : Angeli Villavicer
- January Isaac : Jorja
- John Apacible : Maskardo
- Tuesday Vargas : Magdalene
- Roy Alvarez : Ybrahim Santiago
- Nonie Buencamino : Arsenio Lupin
- Joyce Jimenez : Courtney Amor
- Giselle Sanchez : Sanaita
- Rez Cortez : Milyones
- Kier Legaspi : Katas
- Paul Alvarez : Uno
- Mang Enriquez : Enriquez
- Gary Estrada : Captain Rosas
- Joyce Ching : la jeune Brigitte Maisog

## Production

### Tournage
Le tournage de la série a démarré le 13 février 2007 à Guadalupe, Makati.

### Fiche technique
- Titre original : Lupin
- Réalisation : Mike Tuviera
- Assistant-réalisateur : Linnet Zurbano
- Scénario : Suzette Doctolero[4], d'après le personnage d'Arsène Lupin de Maurice Leblanc
- Équipe créative : RJ Nuevas, Jules Katanyag, Zita Garganera et Kit Villanueva-Langit[4]
- Musique : Richard Gonzales
- Chanson : Lupin par Janno Gibbs et Ara Mina
- Producteur délégué : Helen Rose Sese
- Sociétés de production : GMA Entertainment TV
- Sociétés de distribution : GMA Network
- Pays d'origine :  Philippines
- Langue originale : tagalog
- Format : couleur
- Genre : action, drama
- Nombre de saisons : 1
- Nombre d'épisodes : 95 épisodes + 1 special
- Durée : de 30 à 45 minutes
- Dates de première diffusion :
  - Philippines : 9 avril 2007.

## Accueil

### Audiences
Selon les audiences télévisées fournies par Mega Manila TV Ratings, l'épisode pilote de Lupin a obtenu 37.8% de part d'audience. Tandis que le dernier épisode obtient un score de 37,6%.